# Ján Barkóci
Ján Barkóci (* 17. září 1958) je bývalý slovenský fotbalista, útočník.

## Fotbalová kariéra
Hrál za Spartak Trnava. V československé lize nastoupil ve více než 50 utkáních a dal 4 góly. Dále hrál za SH Senica.

## Ligová bilance
| Ročník                                   | Zápasy | Góly | Klub           |
| ---------------------------------------- | ------ | ---- | -------------- |
| 1. československá fotbalová liga 1977/78 | -      | 0    | Spartak Trnava |
| 1. československá fotbalová liga 1980/81 | 19     | 4    | Spartak Trnava |
| 1. československá fotbalová liga 1981/82 | 20     | 0    | Spartak Trnava |
| 1. československá fotbalová liga 1982/83 | 11     | 0    | Spartak Trnava |
| CELKEM                                   | -      | 4    |                |